# Prothinodes
Prothinodes is een geslacht van vlinders van de familie echte motten (Tineidae).

## Soorten
- P. arvicola Meyrick, 1924
- P. grammocosma (Meyrick, 1888)
- P. lutata Meyrick, 1914